# Список умерших в 1433 году

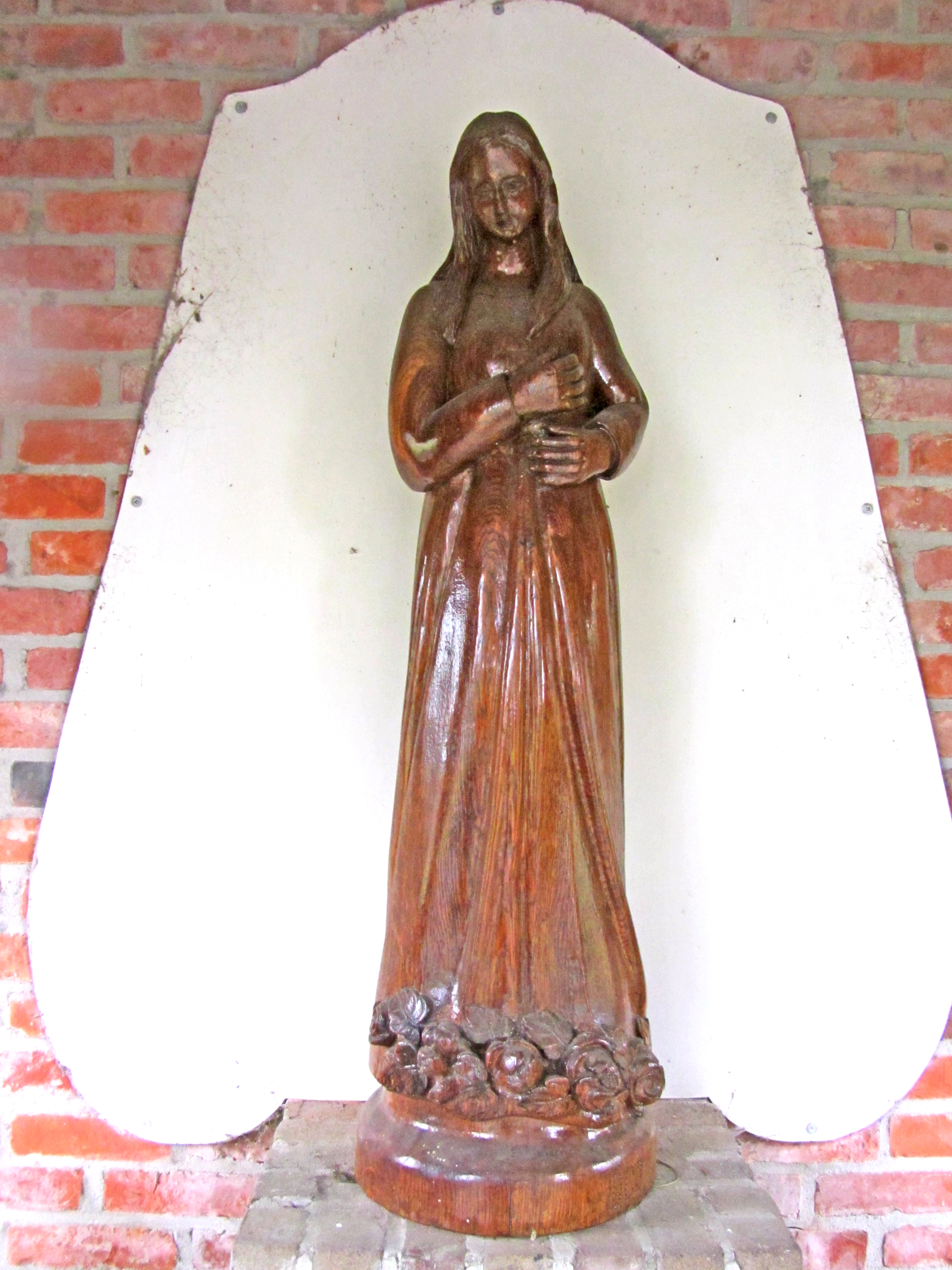
Лидвина из Схидама

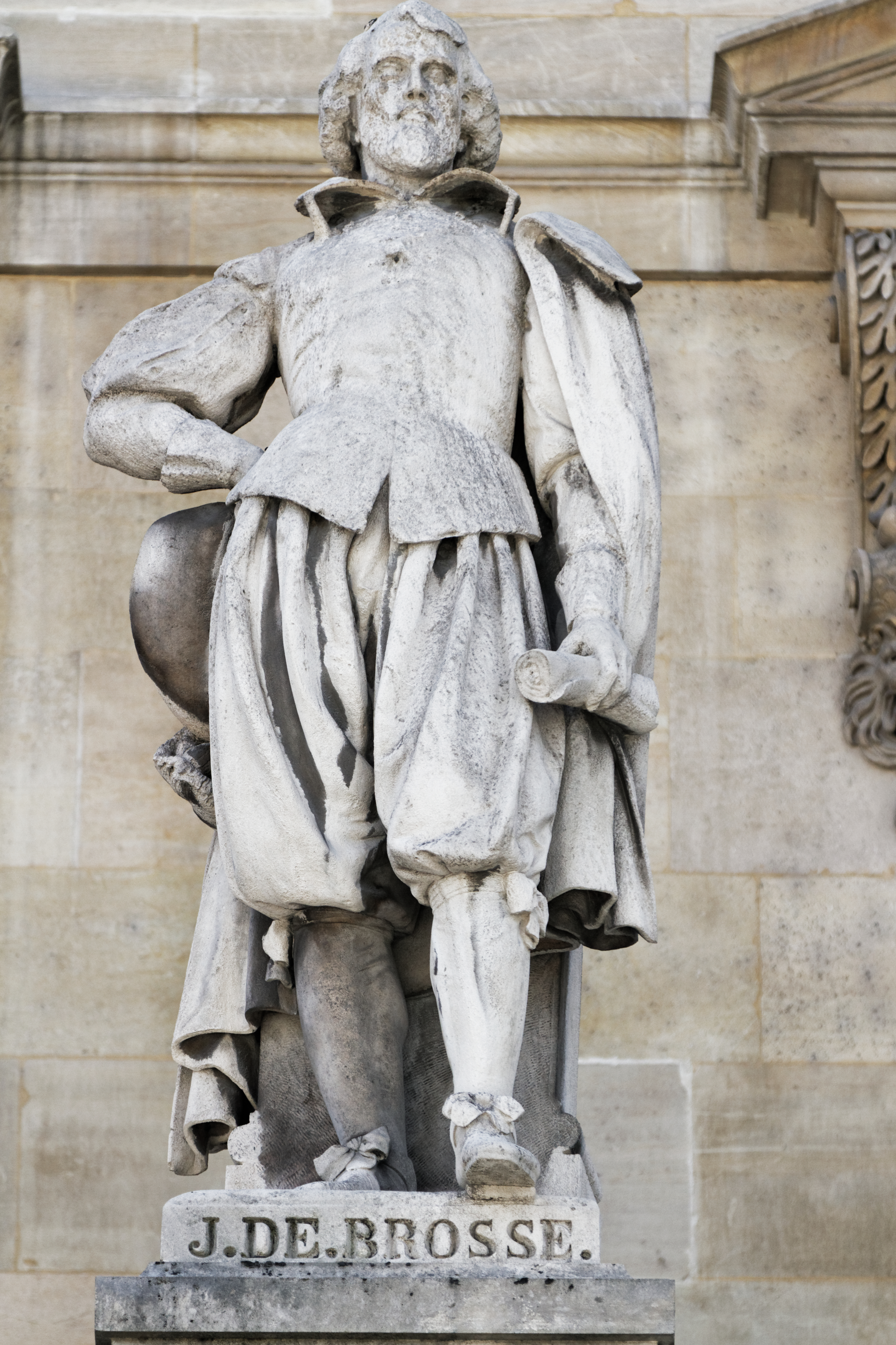
Жан де Бросс

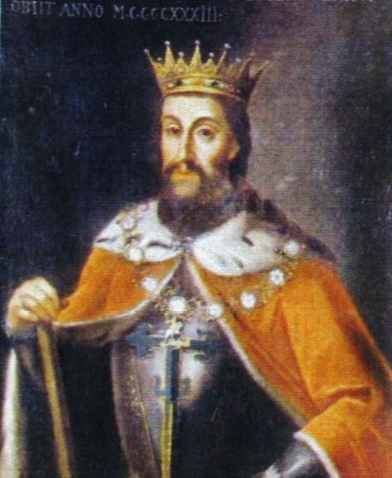
Жуан I

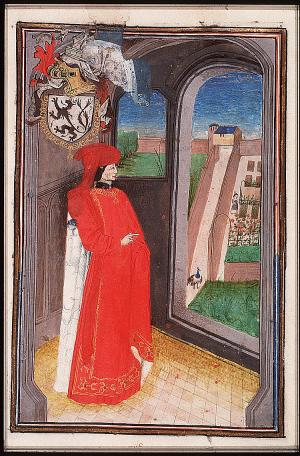
Пьер I де Люксембург-Сен-Поль

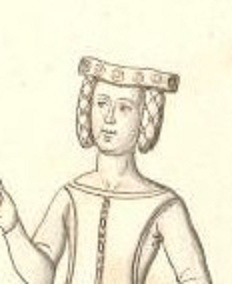
Жанна Французская

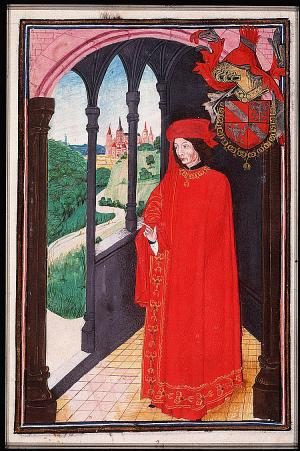
Жан I де Нёшатель

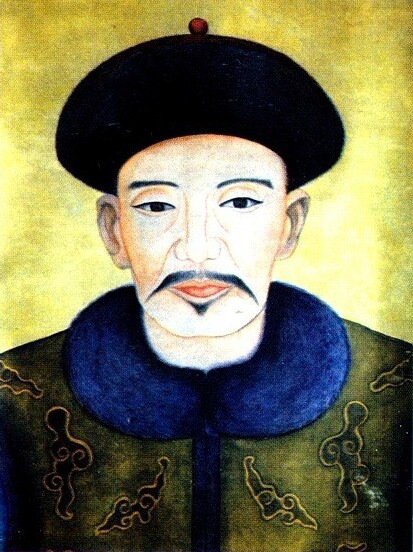
Мэнгэ-тэмур

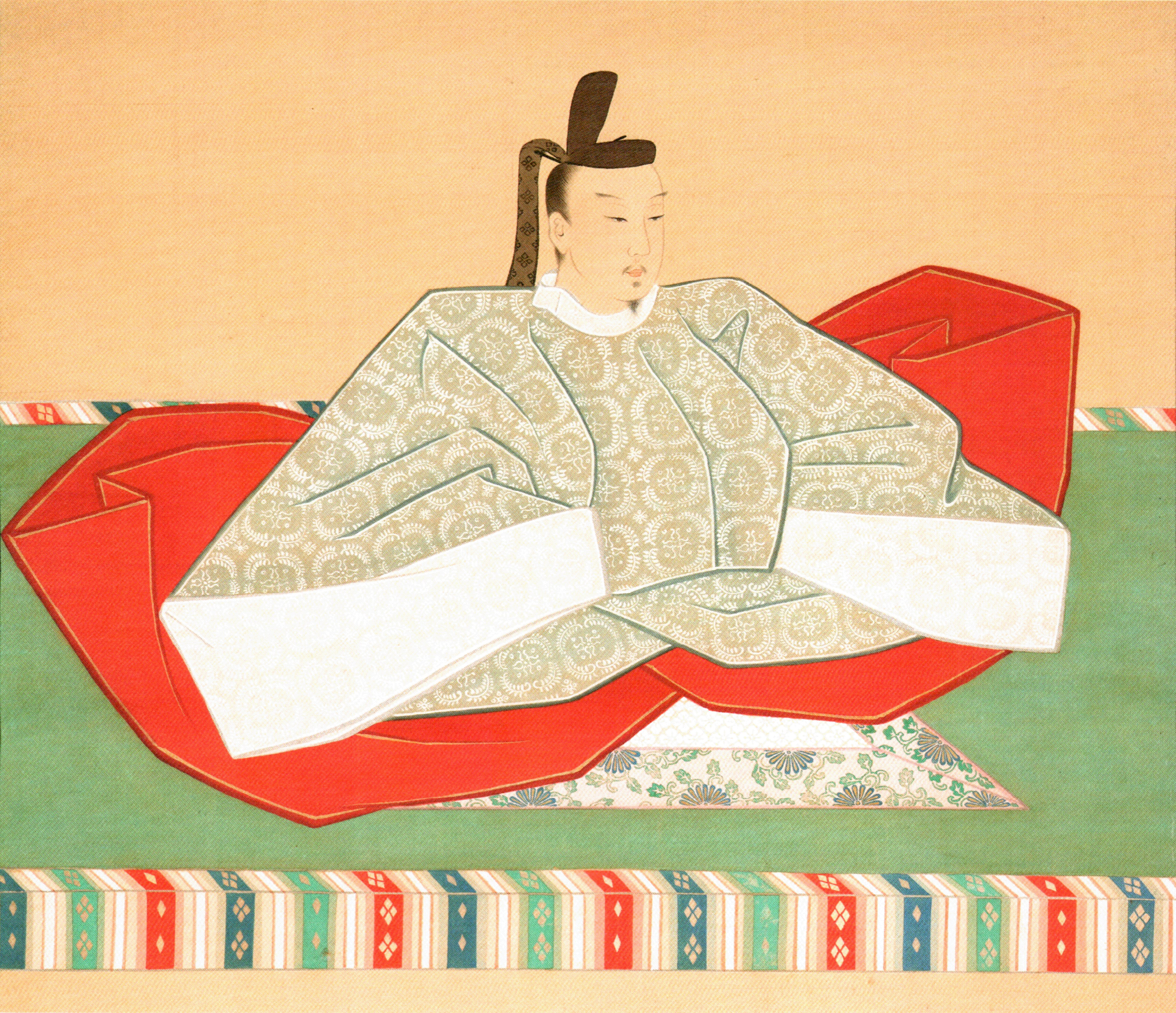
Император Го-Комацу

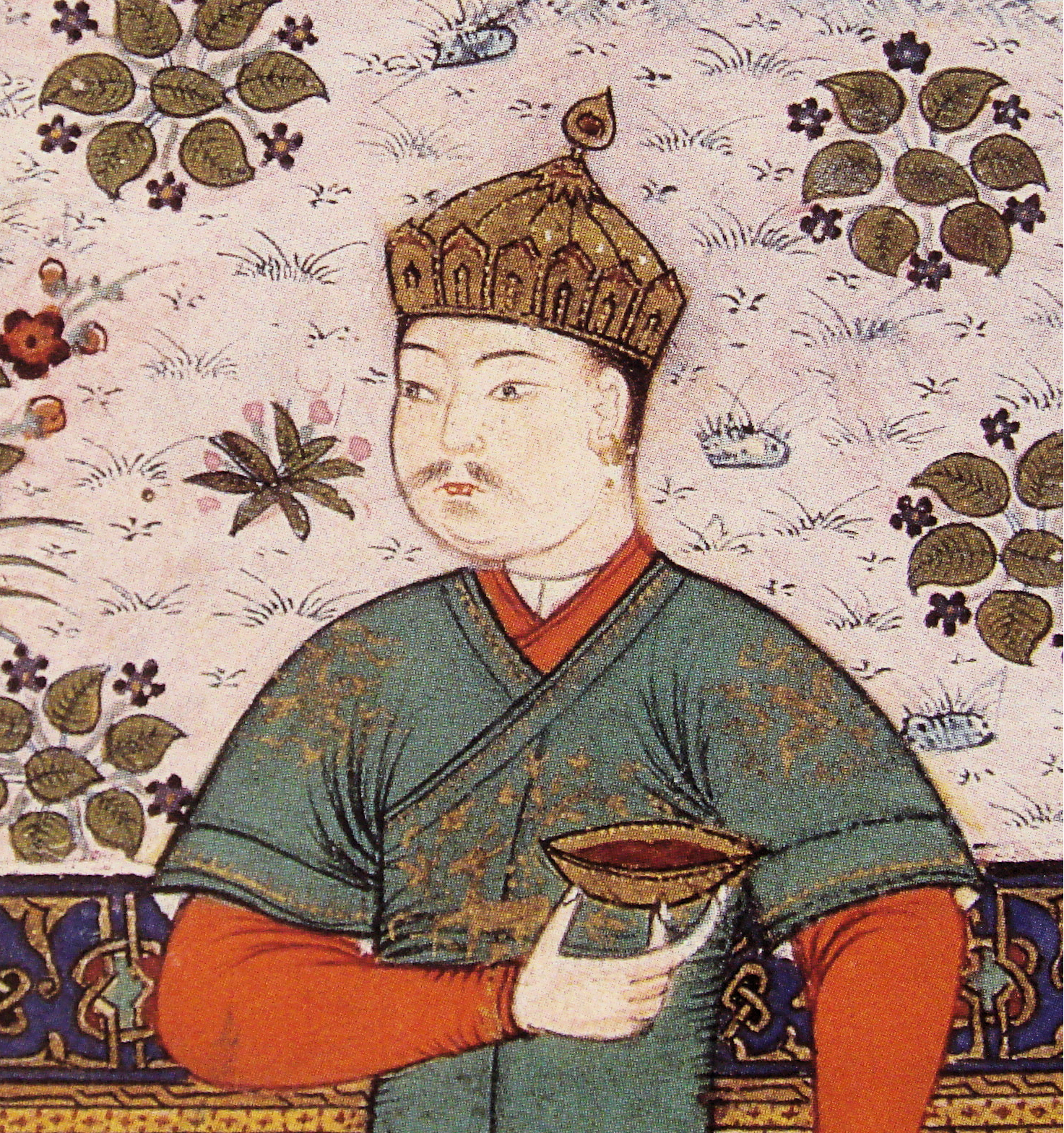
Байсонкур

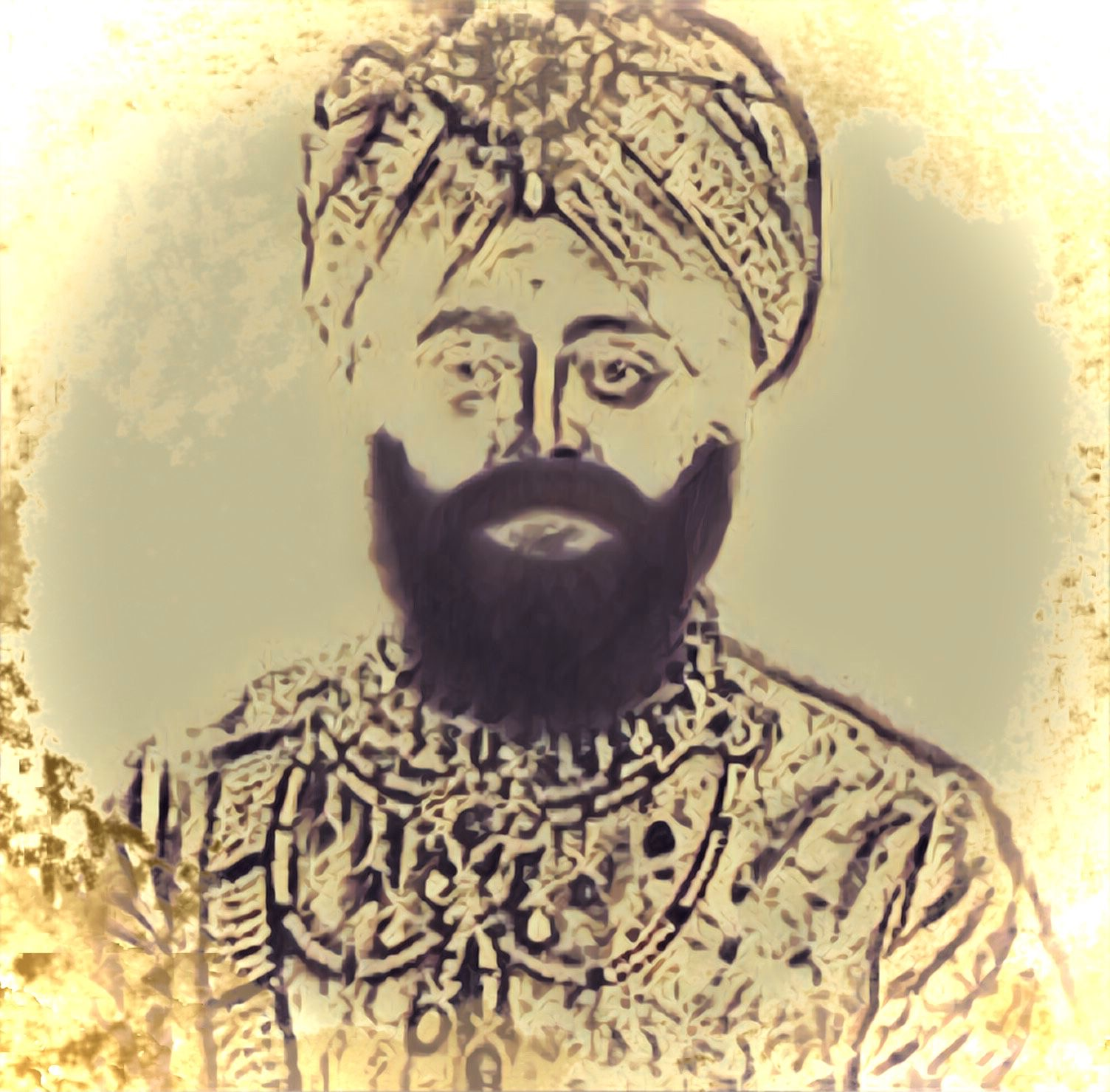
Джалал-ад-Дин Мухаммад-шах

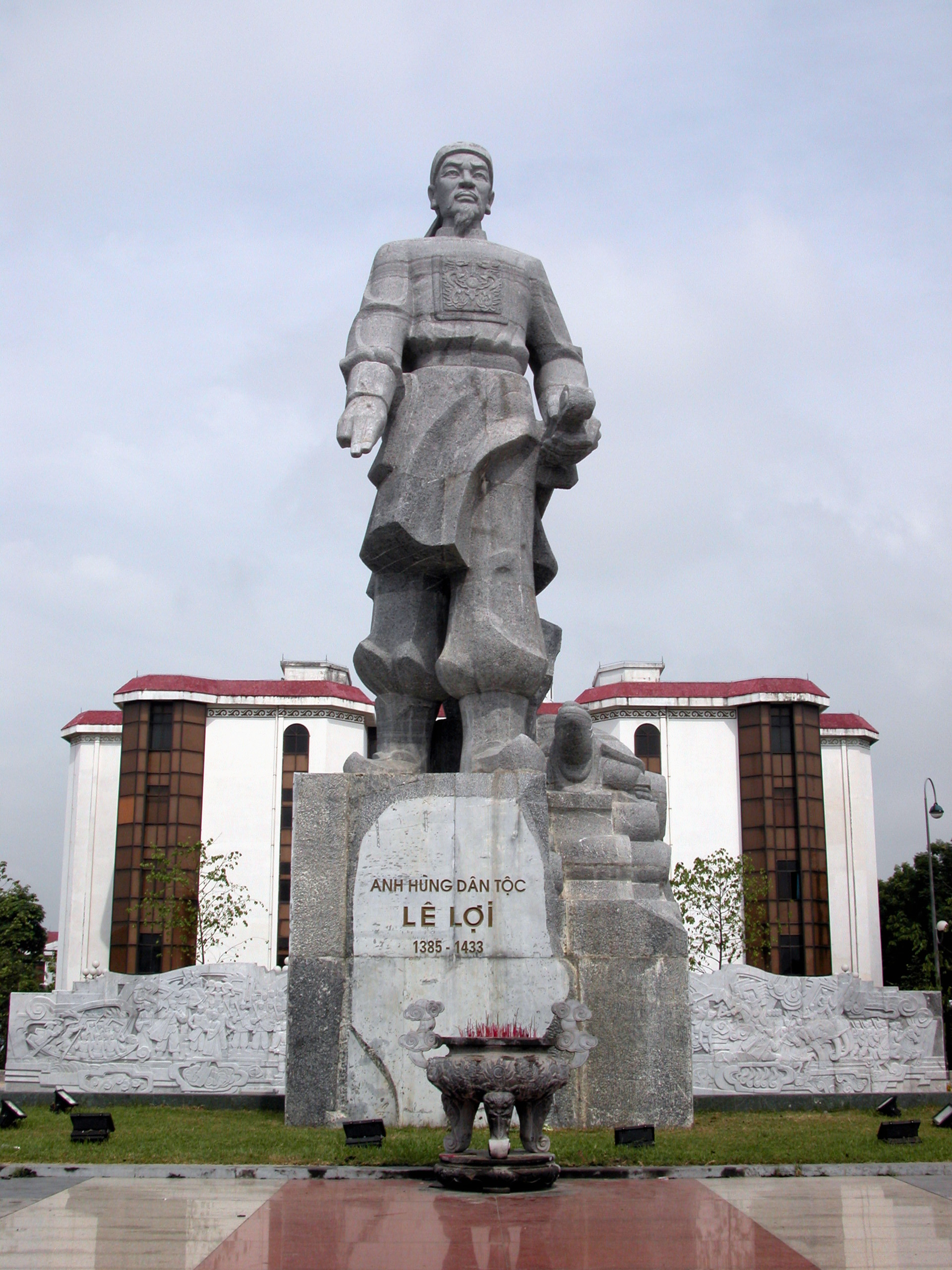
Ле Лой

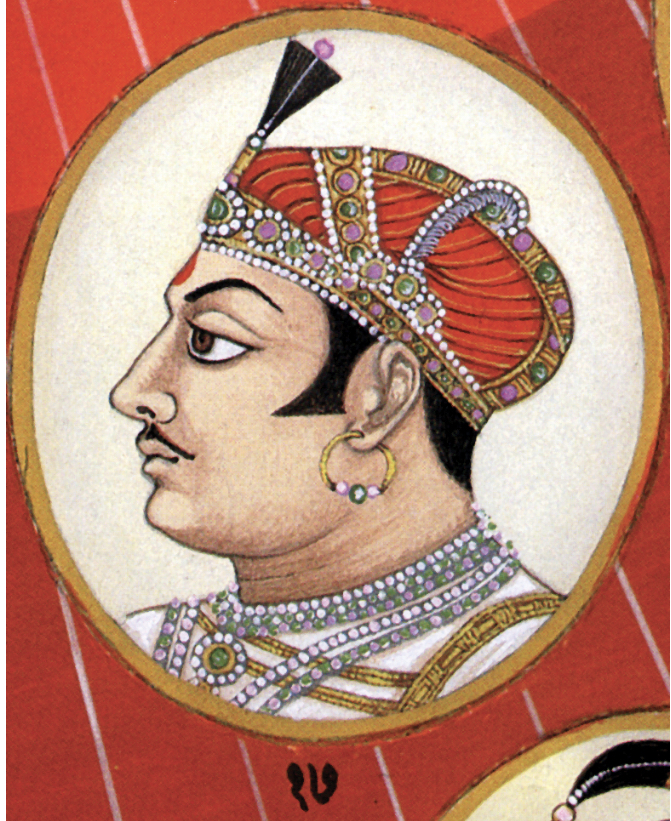
Мокал Сингх

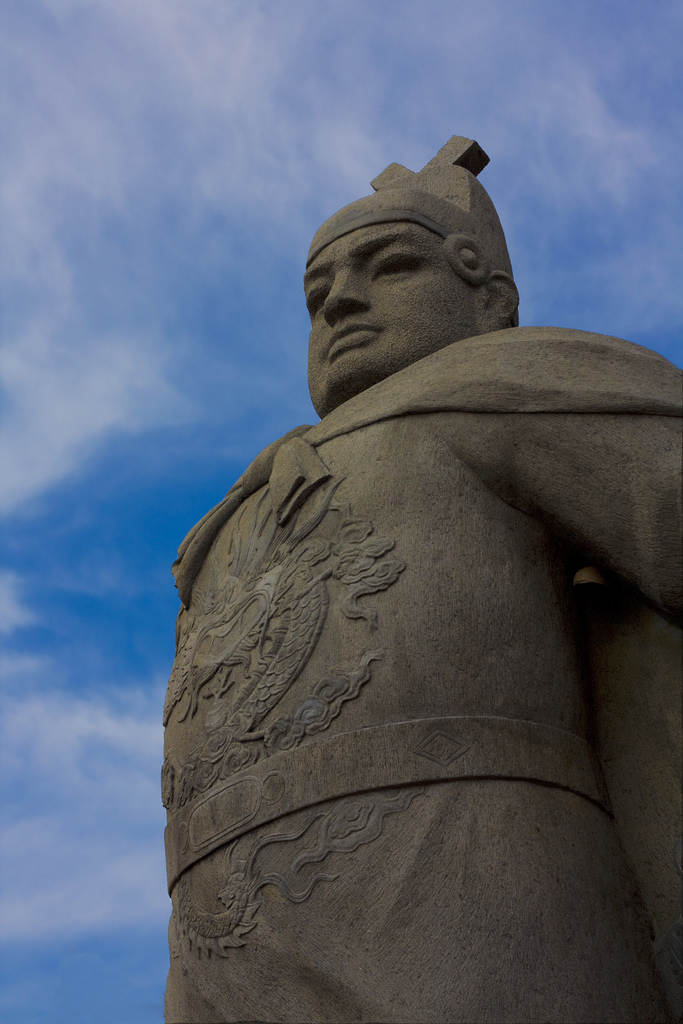
Чжэн Хэ

В этой статье представлен список известных людей, умерших в 1433 году.
См. также: Категория:Умершие в 1433 году

## Апрель
- 14 апреля — Лидвина из Схидама — нидерландская святая. Почитается в Римско-Католической Церкви как покровительница больных и тех, кто поражён тяжёлым недугом.

## Июнь
- 1 июня — Хайме II — граф Урхеля (1408—1413), мятежный претенден  на трон Арагона; скончался в заточении.
- 25 июня — Мухаммад Джахангир-мирза — правитель Мавераннахра с титулом Хакан (1495—1409), правитель Гиссара  (1409—1433)
- Жан де Бросс — сеньор Буссака, Сент-Севера и Юриэля, маршал Франции (c 1426)

## Июль
- 1 июля — Буршье, Элизабет, 4-я баронесса Буршье — английская аристократка, 4-я баронесса Буршье в своём праве (с 1409)
- 24 июля — Герхард VII — граф Гольштейн-Рендсбурга и герцог Шлезвига (1427—1433)
- 25 июля — Зибет Папинга (53) — восточнофризский хофтлинг (вождь) Рюстрингена и Эстрингена, умер от ран, полученных в битве при Баргебуре.
- 28 июля — Шафранец, Ян — польский римско-католический и государственный деятель, каноник краковский (1400), кустош краковский (1405), декан краковский (1409), подканцлер коронный (1419—1423), канцлер великий коронный (1423]]—[[1429), епископ куявско-поморский (1428—1433); покровитель и ректор Краковской Академии.

## Август
- 5 августа — Шах Мухаммад — член династии Кара-Коюнлу, вали (губернатор) Багдада (1410—1432); убит в междоусобной войне.
- 14 августа — Жуан I — король Португалии (с 1385), основатель Ависской династии.
- 17 августа — Тарновский, Ян — польский государственный и военный деятель, воевода краковский (1409—1433), родоначальник рода Тарновских
- 31 августа — Пьер I де Люксембург-Сен-Поль — граф де Бриенн и де Конверсано с 1397, граф де Сен-Поль с 1430, участник Столетней войны. Стал одним из первых 24 рыцарей учрежденного Филиппом Добрым ордена Золотого руна

## Сентябрь
- 27 сентября — Жанна Французская — дочь короля Франции Карла VI, герцогиня-консорт Бретани (1399—1433), жена Жана VI, герцога Бретани.
- 28 сентября
  - Оливье де Блуа — граф де Пентьевр, виконт Лиможа, сеньор д’Авен и де Ландреси (с 1404).
  - Пржемысл I Опавский — последний князь Ратиборско-опавский (1365—1377), Опавский (1377—1433) и Глубчицкий (1394—1433).
- Жан I де Нёшатель — бургундский военачальник, государственный деятель и дипломат, Великий кравчий Франции (1418 — после 1424)

## Ноябрь
- 30 ноября — Мэнгэ-тэмур — чжурчжэньский лидер племени Одоли, убит в междоусобной борьбе
- Циссе фон дем Рутенберг — магистр Ливонского ордена (1424—1433)

## Декабрь
- 1 декабря — Император Го-Комацу — 100-й Император Японии и и 6-й (последний) император Северного Двора (1382—1412), первый император объединённой Японии (с 1392).
- 5 декабря — Вустервиц, Энгельберт — немецкий священник, хронист и правовед, летописец маркграфства Бранденбург, автор «Хроники [Бранденбургской] марки».
- 20 декабря — Байсонкур — тимуридский принц, государственный деятель и покровитель искусства.
- Миклош II Гараи — палатин Венгрии (1402—1433), бан Мачвы, Усоры, Тузлы, Славонии, Хорватии и Далмации.

## Дата неизвестна или требует уточнения
- Александр Патрикеевич — князь стародубский. Дата смерти предположительна.
- Амбруаз — сеньор Монако (соправитель в Ментоне) (1419—1427)
- Гольшанский, Семён Иванович — государственный деятель Великого княжества Литовского. Представитель княжеского рода Гольшанских герба «Китоврас», наместник Витовта в Новгороде (около 1420), участник междоусобной борьбы, казнён Свидригайло Ольгердовичем
- Джалал-ад-Дин Мухаммад-шах — султан Бенгалии из династии Ганеши (1415—1416, 1418—1433).
- Джованни II да Варано — итальянский кондотьер, сеньор Камерино (с 1424) (правил совместно с братом — Пьерджентиле); убит в межждоусобной борьбе.
- Джованни II Криспо — герцог Наксоса (с 1418).
- Ле Лой — император Дайвьета, основатель династии Ле, национальный герой Вьетнама
- Мокал Сингх — Рана Мевара (1421—1433)
- Чандидас — крупный бенгальский кришнаитский поэт-лирик.
- Чжэн Хэ — легендарный адмирал империи Мин, путешественник, флотоводец и дипломат,